# Артур Котенко
Артур Котенко (ест. Artur Kotenko, нар. 20 серпня 1981, Таллінн) — естонський футболіст, воротар талліннського клубу «Левадія».
Насамперед відомий виступами за клуби «Левадія» та «Вікінг», а також національну збірну Естонії.

## Клубна кар'єра
У дорослому футболі дебютував 1999 року виступами за команду клубу «Лантана», в якій провів жодного сезонів, взявши участь лише у 10 матчах чемпіонату. 
Згодом з 2000 по 2003 рік грав у складі команд клубів «Каухайоен Карху» та «Левадія Маарду».
Своєю грою за останню команду привернув увагу представників тренерського штабу клубу «Левадія», до складу якого приєднався 2004 року. Відіграв за талліннський клуб наступні три сезони своєї ігрової кар'єри. Більшість часу, проведеного у складі таллінської «Левадії», був основним голкіпером команди.
Протягом 2008 року захищав ворота команди норвезького клубу «Саннес Ульф».
У 2009 році уклав контракт з іншим норвезьким клубом «Вікінг», у складі якого провів наступні один рік своєї кар'єри гравця. 
Протягом 2010—2011 років захищав кольори кіпрського «Пафоса» та азербайджанського «Равана».
До складу клубу «Яро» приєднався 2012 року. Наразі встиг відіграти за команду з Якобстада 25 матчів в національному чемпіонаті.

## Виступи за збірну
У 2004 році дебютував в офіційних матчах у складі національної збірної Естонії. Наразі провів у формі головної команди країни 26 матчів.

## Титули і досягнення
- Чемпіон Естонії (4):

Левадія: 2004, 2006, 2007, 2021
- Володар Кубка Естонії (4):

Левадія: 2003-04, 2004-05, 2006-07, 2020-21
- Володар Суперкубка Естонії (2):

ФКІ Левадія: 2001, 2022
- Володар Кубка Білорусі (1):

Шахтар: 2013-14